# 1025 هـ
1025 هـ هي سنة في التقويم الهجري امتدت مقابلةً في التقويم الميلادي بين سنتي 1616 و1617.

## مواليد
- أوليا جلبي
- ابن معتوق الموسوي

## وفيات
- حسن كافي الاقحصاري
- عبد الله بن عبد الرحمن الدنوشري
- سعيد المقري التلمساني
- أحمد بن يونس العيثاوي